# Głogownik Frasera

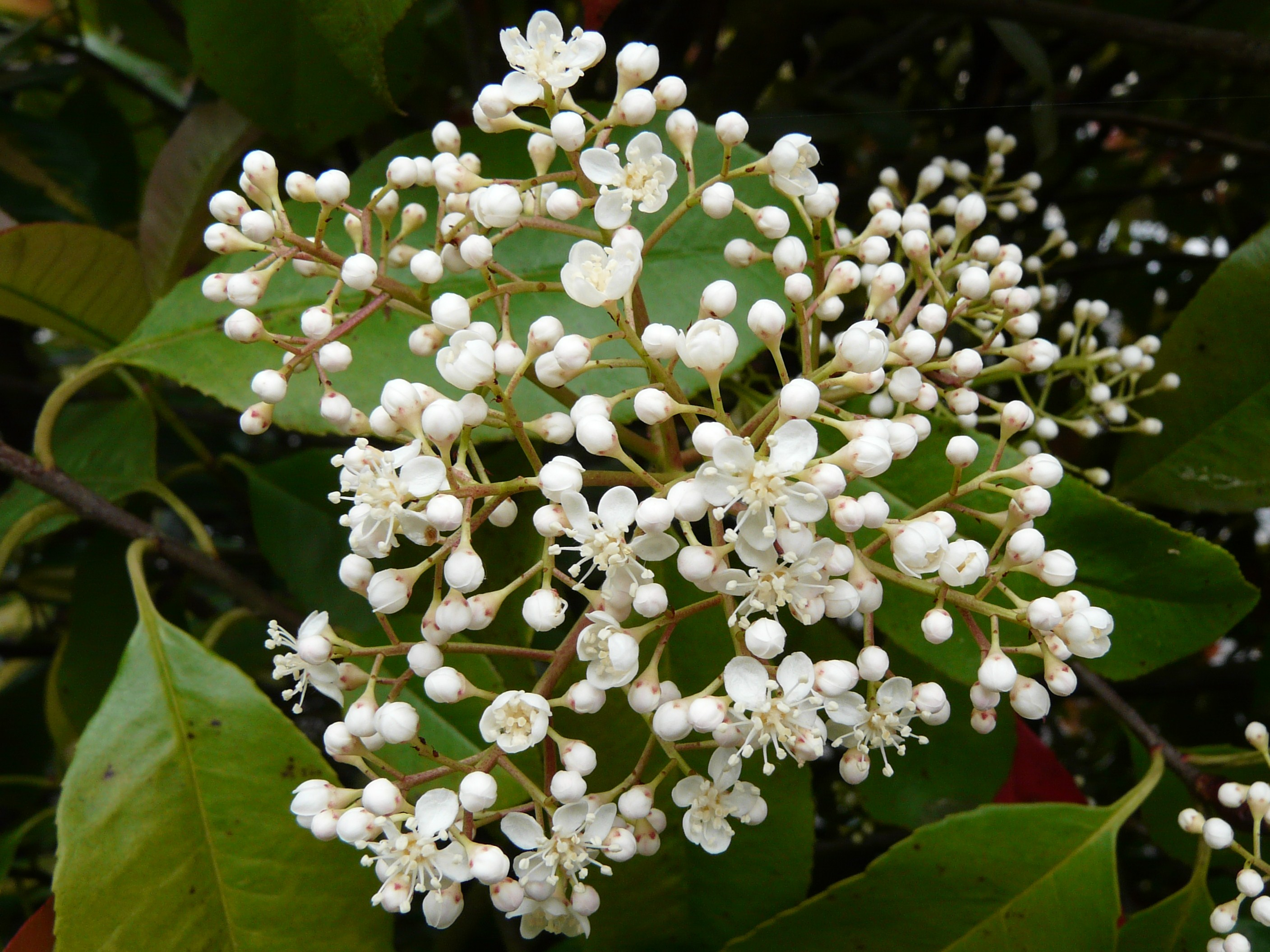
Kwiaty

Głogownik Frasera (Photinia × fraseri) – mieszaniec między Photinia glabra i P. serratifolia. Pochodzi z południowo-wschodnich Chin. Uprawiany jest jako krzew ozdobny, w szczególności odmiana 'Red Robin'.

## Morfologia
Zimozielony krzew dorastający do ok. 2 m. Kwitnie w maju i czerwcu.

## Uprawa
W polskich warunkach klimatycznych odmiana 'Red Robin' w cieplejszych regionach stosunkowo dobrze zimuje, ale młode krzewy należy okrywać na zimę. Na przedwiośniu możliwe jest przycięcie.